# Finland op de Olympische Zomerspelen 2008

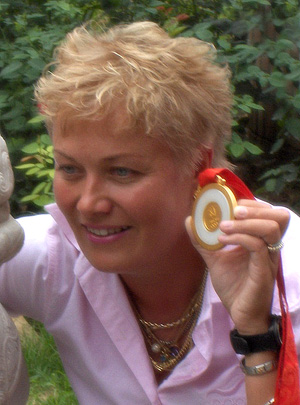
Satu Makela-Nummela met haar gouden medaille

Finland nam deel aan de Olympische Zomerspelen 2008 in Peking, China. Het debuteerde op de Zomerspelen in 1908 en deed in 2008 voor de 23e keer mee. Finland won op de vorige editie voor het eerst geen goud op de Zomerspelen. Dit werd rechtgezet door de schutter Satu Makela-Nummela.

## Medailleoverzicht
| Sport       | Olympiër                  | Discipline             | Medaille |
| ----------- | ------------------------- | ---------------------- | -------- |
| Schietsport | Satu Makela-Nummela       | trap (v)               | Goud     |
| Roeien      | Mirna Nieminen Sanna Sten | lichte dubbel-twee (v) | Zilver   |
| Atletiek    | Tero Pitkämäki            | speerwerpen (m)        | Brons    |
| Schietsport | Henri Häkkinen            | 10m luchtgeweer (m)    | Brons    |

## Deelnemers en resultaten

### Atletiek
| Olympiër               | Onderdeel                | Resultaat | Prestatie                                                    |
| ---------------------- | ------------------------ | --------- | ------------------------------------------------------------ |
| Visa Hongisto          | 200m (m)                 | 25e       | serie 8: 4de in 20,62 kwartfinale 4: 6de in 20,76            |
| Mikko Lahtio           | 800m (m)                 | 27e       | serie 8: 8ste in 1.47,20                                     |
| Jukka Keskisalo        | 3000m steeplechase (m)   | dns       | serie 2: niet gestart                                        |
| Janne Holmén           | marathon (m)             | 19e       | 2:14.44                                                      |
| Francis Kirwa          | marathon (m)             | 17e       | 2:14.22                                                      |
| Antti Kempas           | 50km snelwandelen (m)    | 20e       | 3:55.19                                                      |
| Jarkko Kinnunen        | 50km snelwandelen (m)    | 15e       | 3:52.25                                                      |
| Tommi Evilä            | verspringen (m)          | 17e       | kwalificatie groep A: 10de met 7,88m                         |
| Mikko Latvala          | polsstokhoogspringen (m) | 22e       | kwalificatie groep B: 12de met 5,45m                         |
| Robert Häggblom        | kogelstoten (m)          | DNF       | kwalificatie groep A: geen geldige poging                    |
| Frantz Kruger          | discuswerpen (m)         | 11e       | kwalificatie groep B: 5de met 62,48m finale: 11de met 61,98m |
| Tero Pitkämäki         | speerwerpen (m)          | Brons     | kwalificatie groep B: 3de met 82,61m finale: 3de met 86,16m  |
| Teemu Wirkkala         | speerwerpen (m)          | 5e        | kwalificatie groep A: 4de met 79,79m finale: 5de met 83,46m  |
| Tero Järvenpää         | speerwerpen (m)          | 4e        | kwalificatie groep B: 4de met 82,34m finale: 4de met 83,95m  |
| Olli-Pekka Karjalainen | kogelslingeren (m)       | 6e        | kwalificatie groep B: 4de met 77,07m finale: 6de met 79,59m  |
| Mikko Halvari          | tienkamp (m)             | 26e       | 6486 punten                                                  |
|                        |                          |           |                                                              |
| Vanessa Vandy          | polsstokhoogspringen (v) | 32e       | kwalificatie groep A: 18de met 4,00m                         |
| Mikaela Ingberg        | speerwerpen (v)          | 17e       | kwalificatie groep B: 7de met 58,82m                         |
| Merja Korpela          | kogelslingeren (v)       | 30e       | kwalificatie groep A: 14de met 66,29m                        |
| Niina Kelo             | zevenkamp (v)            | 23e       | 5911 punten                                                  |

### Badminton
| Olympiër     | Onderdeel     | Resultaat | Prestatie |
| ------------ | ------------- | --------- | --- |
| Ville Lång   | enkelspel (m) | 9e        | 1ste ronde: W van UKR Droestjenko: 21-12, 21-19 2de ronde: W van USA Raju: 21-9, 21-16 3de ronde: V van INA Kuncoro: 13-21, 18-21 |
|              |               |           | |
| Anu Nieminen | enkelspel (v) | 17e       | 1ste ronde: vrij 2de ronde: V van GER Xu: 17-21, 8-21                                                                             |

### Boogschieten
| Olympiër     | Onderdeel       | Resultaat | Prestatie |
| ------------ | --------------- | --------- | --- |
| Matti Hatava | individueel (m) | 17e       | plaatsingsronde: 58ste met 619 punten 1ste ronde: W van GBR Terry: 105-104 2de ronde: V van MAS Chu: 103-110 |

### Gewichtheffen
| Olympiër    | Onderdeel  | Resultaat | Prestatie                                                     |
| ----------- | ---------- | --------- | ------------------------------------------------------------- |
| Antti Everi | +105kg (m) | 11e       | trekken: 10de met 171kg stoten: 11de met 195 kg totaal: 366kg |

### Judo
| Olympiër       | Onderdeel | Resultaat | Prestatie |
| -------------- | --------- | --------- | --- |
| Nina Koivumäki | -57kg (v) | 9e        | 1ste ronde: vrij 2de ronde: V van CHN Xu: yuko herkansingen: W van ALG Latrous: koka herkansingen 2: V van JPN Sato: ippon |
| Johanna Ylinen | -63kg (v) | 18e       | 1ste ronde: V van TPE Wang: ippon                                                                                          |

### Kanovaren
| Olympiër                      | Onderdeel     | Resultaat | Prestatie                                                                      |
| ----------------------------- | ------------- | --------- | ------------------------------------------------------------------------------ |
| Mika Hokajärvi Kalle Mikkonen | K-2 500m (m)  | 14e       | serie 2: 7de in 1.33,785 halve finale: 8ste in 1.34,994                        |
| Mika Hokajärvi Kalle Mikkonen | K-2 1000m (m) | 12e       | serie 2: 6de in 3.23,475 halve finale: 6de in 3.27,018                         |
|                               |               |           |                                                                                |
| Anne Rikala                   | K-1 500m (v)  | 12e       | serie 2: 7de in 1.54,294 halve finale 2: 4de in 1.54,025                       |
| Jenni Mikkonen Anna Rikala    | K-2 500m (v)) | 7e        | serie 1: 4de in 1.45,735 halve finale: 2de in 1.44,624 finale: 7de in 1.44,176 |

### Paardensport
| Olympiër      | Onderdeel   | Resultaat | Prestatie |
| Dressuur      | Dressuur    | Dressuur  | Dressuur |
| ------------- | ----------- | --------- | --- |
| Kyra Kyrklund | individueel | 8e        | Grand Prix: 6de met 70,583% Grand Prix Special: 10de met 69,720% Grand Prix Freestyle: 6de met 74,250% finale: 8ste met 71,985% |

### Roeien
| Olympiër                  | Onderdeel              | Resultaat | Prestatie                                                                                                  |
| ------------------------- | ---------------------- | --------- | --- |
| Minna Nieminen Sanna Stén | lichte dubbel-twee (v) | Zilver    | serie 2: 4de in 6.56,61 herkansingen: 2de in 7.23,80 halve finale 1: 2de in 7.03,91 finale: 2de in 6.56,03 |

### Schietsport
| Olympiër            | Onderdeel                  | Resultaat | Prestatie                                                                              |
| ------------------- | -------------------------- | --------- | -------------------------------------------------------------------------------------- |
| Henri Häkkinen      | 10m luchtgeweer (m)        | Brons     | kwalificatie: 1ste met 598 punten (100-100-99-100-100-99) finale: 3de met 699,4 punten |
| Henri Häkkinen      | 50m geweer 3 houdingen (m) | 28e       | kwalificatie: 28ste met 1161 punten (390-381-390)                                      |
| Juha Hirvi          | 50m geweer 3 houdingen (m) | 12e       | kwalificatie: 12de met 1168 punten (397-385-386)                                       |
| Juha Hirvi          | 50m geweer liggend (m)     | 7e        | kwalificatie: 5de met 595 punten (100-100-100-97-99-99) finale: 7de met 698,5 punten   |
| Henri Häkkinen      | 50m geweer liggend (m)     | 47e       | kwalificatie: 47ste met 586 punten (99-95-98-99-98-97)                                 |
| Kai Jahnsson        | 50m pistool (m)            | 22e       | kwalificatie: 22ste met 553 punten (92-94-93-90-92-92)                                 |
| Kai Jahnsson        | 10m luchtpistool (m)       | 30e       | kwalificatie: 30ste met 574 punten (93-94-97-98-96-96)                                 |
|                     |                            |           |                                                                                        |
| Marjo Yli-Kiikka    | 10m luchtgeweer (v)        | 38e       | kwalificatie: 38ste met 389 punten (98-98-96-97)                                       |
| Hanna Etula         | 10m luchtgeweer (v)        | 21e       | kwalificatie: 21ste met 394 punten (98-99-99-98)                                       |
| Hanna Etula         | 50m geweer 3 houdingen (v) | 24e       | kwalificatie: 24ste met 577 punten (196-191-190)                                       |
| Marjo Yli-Kiikka    | 50m geweer 3 houdingen (v) | 14e       | kwalificatie: 14de met 579 punten (196-192-191)                                        |
| Mira Nevansuu       | 10m luchtpistool (v)       | 7e        | kwalificatie: 8ste met 384 punten (99-95-95-95) finale: 7de met 480,5 punten           |
| Marjut Heinonen     | skeet (v)                  | 17e       | kwalificatie: 17de met 61 punten (21-21-19)                                            |
| Satu Mäkelä-Nummela | trap (v)                   | Goud      | kwalificatie: 2de met 70 punten (24-23-23) finale: 1ste met 91 punten (OR)             |

### Schoonspringen
| Olympiër      | Onderdeel    | Resultaat | Prestatie                                                                |
| ------------- | ------------ | --------- | ------------------------------------------------------------------------ |
| Joona Puhakka | 3m plank (m) | 13e       | kwalificatie: 5de met 469,45 punten halve finale: 13de met 451,95 punten |

### Tennis
| Olympiër        | Onderdeel     | Resultaat | Prestatie                                      |
| --------------- | ------------- | --------- | ---------------------------------------------- |
| Jarkko Nieminen | enkelspel (m) | 33e       | 1ste ronde: V van SWE Johansson: 6-4, 4-6, 4-6 |

### Worstelen
| Olympiër          | Onderdeel      | Resultaat      | Prestatie                                               |
| Grieks-Romeins    | Grieks-Romeins | Grieks-Romeins | Grieks-Romeins                                          |
| ----------------- | -------------- | -------------- | ------------------------------------------------------- |
| Jarkko Ala-Huikku | -60kg (m)      | 18e            | kwalificatie: vrij 1ste ronde: V van KGZ Tumenbaev: 1-3 |

### Zeilen
| Olympiër                                    | Onderdeel        | Resultaat | Prestatie                                    |
| ------------------------------------------- | ---------------- | --------- | -------------------------------------------- |
| Pierre Angelo Collura                       | laser (m)        | 30e       | 198 punten: (25-10-18-41-23-25-30-33)        |
| Niklas Lindgren Heikki Elomaa               | 470 (m)          | 27e       | 196 punten: (28-22-27-DSQ-25-19-14-23-17-21) |
|                                             |                  |           |                                              |
| Tuuli Petäjä                                | RS:X (v)         | 16e       | 117 punten: (14-11-7-16-16-16-12-16-11-14)   |
| Tuula Tenkanen                              | laser radial (v) | 22e       | 128 punten: (10-16-25-21-17-20-20-9-15)      |
| Silja Lehtinen Maria Klemetz Livia Väresmaa | yngling (v)      | 11e       | 60 punten: (6-6-3-8-OCS-15-12)               |
|                                             |                  |           |                                              |
| Tapio Nirkko                                | finn             | 18e       | 102 punten: (18-9-9-9-19-22-16-22)           |

### Zwemmen
| Olympiër            | Onderdeel            | Resultaat  | Prestatie                                                                    |
| ------------------- | -------------------- | ---------- | ---------------------------------------------------------------------------- |
| Matti Rajakylä      | 50m vrije slag (m)   | 29e        | serie 10: 5de in 22,48                                                       |
| Matti Rajakylä      | 100m vrije slag (m)  | center>41e | serie 4: 5de in 49,91                                                        |
|                     |                      |            |                                                                              |
| Hanna-Maria Seppälä | 50m vrije slag (v)   | 16e        | serie 12: 6de in 25,06 (NR) halve finale 2: 8ste in 25,19                    |
| Hanna-Maria Seppälä | 100m vrije slag (v)  | 4e         | serie 6 1ste in 53,60 (NR) halve finale 2: 2de in 53,84 finale: 4de in 53,97 |
| Eva Lehtonen        | 400m vrije slag (v)  | 35e        | serie 2: 3de in 4.20,07                                                      |
| Eva Lehtonen        | 800m vrije slag (v)  | 33e        | serie 1: 3de in 8.53,50                                                      |
| Hanna-Maria Seppälä | 100m rugslag (v)     | 30e        | serie 4: 6de in 1.02,39                                                      |
| Noora Laukkanen     | 200m schoolslag (v)  | 39e        | serie 1: 2de in 2.38,97                                                      |
| Emilia Pikkarainen  | 100m vlinderslag (v) | 46e        | serie 2: 6de in 1.02,31                                                      |

Afghanistan · Albanië · Algerije · Amerikaanse Maagdeneilanden · Amerikaans-Samoa · Andorra · Angola · Antigua en Barbuda · Argentinië · Armenië · Aruba · Australië · Azerbeidzjan · Bahama's · Bahrein · Bangladesh · Barbados · België · Belize · Benin · Bermuda · Bhutan · Bolivia · Bosnië en Herzegovina · Botswana · Brazilië · Britse Maagdeneilanden · Bulgarije · Burkina Faso · Burundi · Cambodja · Canada · Centraal-Afrikaanse Republiek · Chili · China · Chinees Taipei · Colombia · Comoren · Congo-Brazzaville · Congo-Kinshasa · Cookeilanden · Costa Rica · Cuba · Cyprus · Denemarken · Djibouti · Dominica · Dominicaanse Republiek · Duitsland · Ecuador · Egypte · El Salvador · Equatoriaal-Guinea · Eritrea · Estland · Ethiopië · Fiji · Filipijnen · Finland · Frankrijk · Gabon · Gambia · Georgië · Ghana · Grenada · Griekenland · Groot-Brittannië · Guam · Guatemala · Guinee · Guinee‑Bissau · Guyana · Haïti · Honduras · Hongarije · Hongkong · Ierland · IJsland · India · Indonesië · Irak · Iran · Israël · Italië · Ivoorkust · Jamaica · Japan · Jemen · Jordanië · Kaaimaneilanden · Kaapverdië · Kameroen · Kazachstan · Kenia · Kirgizië · Kiribati · Koeweit · Kroatië · Laos · Lesotho · Letland · Libanon · Liberia · Libië · Liechtenstein · Litouwen · Luxemburg · Macedonië · Madagaskar · Malawi · Malediven · Maleisië · Mali · Malta · Marshalleilanden · Marokko · Mauritanië · Mauritius · Mexico · Micronesië · Moldavië · Monaco · Mongolië · Montenegro · Mozambique · Myanmar · Namibië · Nauru · Nederland · Nederlandse Antillen · Nepal · Nicaragua · Nieuw-Zeeland · Niger · Nigeria · Noord-Korea · Noorwegen · Oeganda · Oekraïne · Oezbekistan · Oman · Oostenrijk · Oost‑Timor · Pakistan · Palau · Palestina · Panama · Papoea-Nieuw-Guinea · Paraguay · Peru · Polen · Portugal · Puerto Rico · Qatar · Roemenië · Rusland · Rwanda · Saint Kitts en Nevis · Saint Lucia · Saint Vincent en Grenadines · Salomonseilanden · Samoa · San Marino · Sao Tomé en Principe · Saoedi-Arabië · Senegal · Servië · Seychellen · Sierra Leone · Singapore · Slovenië · Slowakije · Soedan · Somalië · Spanje · Sri Lanka · Suriname · Swaziland · Syrië · Tadzjikistan · Tanzania · Thailand · Togo · Tonga · Trinidad en Tobago · Tsjaad · Tsjechië · Tunesië · Turkije · Turkmenistan · Tuvalu · Uruguay · Vanuatu · Venezuela · Verenigde Arabische Emiraten · Verenigde Staten · Vietnam · Wit-Rusland · Zambia · Zimbabwe · Zuid-Afrika · Zuid-Korea · Zweden · Zwitserland
Uitgesloten van deelname: Brunei